# Принія руда
Принія руда (Prinia rufescens) — вид горобцеподібних птахів родини тамікових (Cisticolidae). Мешкає переважно в Південно-Східній Азії.

## Підвиди
Виділяють шість підвидів:
- P. r. rufescens Blyth, 1847 — Північно-Східна і Східна Індія, Бутан, Бангладеш, південний Китай, М'янма;
- P. r. beavani Walden, 1867 — Південно-Східна М'янма, Таїланд, Лаос, Північний В'єтнам;
- P. r. dalatensis (Riley, 1940) — Південний В'єтнам;
- P. r. objurgans Deignan, 1942 — Південно-Східний Таїланд, Камбоджа;
- P. r. peninsularis Deignan, 1942 — північ і центр Малайського півострова;
- P. r. extrema Deignan, 1942 — південь Малайського півострова.

## Поширення і екологія
Руді принії поширені на сході і на північному сході Індії, в Гімалаях, в Індокитаї і на Малайському півострові. Вони живуть в сухих тропічних лісах, на пасовищах, полях і плантацях, в садах.